# حوش الذهب
حوش الذهب إحدى القرى اللبنانية من قرى قضاء بعلبك في محافظة بعلبك الهرمل.
تقع إلى الغرب من بلدة حوش تل صفية